# Simon Snopkowski
Simon Snopkowski (* 23. Juni 1925 in Myszków, Oberschlesien; † 2. Dezember 2001 in München) war ein deutscher Arzt. Von 1971 bis zu seinem Tod war er Präsident des Landesverbandes der Israelitischen Kultusgemeinden in Bayern. 1975 und später wieder ab 1996 gehörte er dem Bayerischen Senat an.

## Leben
Snopkowski wurde als Sohn eines Schneidermeisters geboren. Kurz nach dem Abitur in Tschenstochau wurde er wegen Kurierdiensten für Widerstandsgruppen inhaftiert und in das KZ Groß-Rosen deportiert, in dem er bis zur Befreiung durch die Rote Armee im Februar 1945 einsaß. Sein Vater Szlomo und sein Bruder Pinchas wurden von der SS erschossen, seine Mutter und seine Schwestern in das KZ Auschwitz deportiert und vergast.
Mit einem Flüchtlingsstrom kam er als Displaced Person in ein Auffanglager in Landsberg am Lech. Nach einer Erholungsphase ging er 1946 nach München, um an der Ludwig-Maximilians-Universität Zahn- und Humanmedizin zu studieren. Ab 1955 arbeitete er als Arzt, wurde 1961 Facharzt für Chirurgie und war von 1966 bis zu seiner Pensionierung 1987 Chefarzt im Klinikum rechts der Isar in München.
Seine sozialpolitische Tätigkeit begann bereits während seiner Studienzeit, als er den Vorsitz des Jüdischen Studentenverbandes in München innehatte. In der Folge gehörte Snopkowski in leitender Funktion verschiedenen jüdischen Spitzenorganisationen an. Von 1959 bis 1971 war er Vorstandsmitglied der Israelitischen Kultusgemeinde in München, von 1960 bis 1990 Vorstandsmitglied der Zentralwohlfahrtsstelle der Juden in Deutschland, von 1960 bis 1970 Mitglied des Verwaltungsrates des Zentralrates der Juden in Deutschland, von 1960 bis 1971 Vizepräsident und ab 1971 Präsident der Israelitischen Kultusgemeinden in Bayern. 1981 war er Gründungsmitglied der Gesellschaft zur Förderung jüdischer Kultur und Tradition und wurde deren erster Vorsitzender. 1997 war Snopkowski maßgeblich am Zustandekommen des Staatsvertrages zwischen dem Freistaat Bayern und der Israelitischen Kultusgemeinden zur Gleichstellung jüdischer Religionsgemeinschaften beteiligt.
Als Spitzenvertreter der jüdischen Religionsgemeinschaft in Bayern rückte Snopkowski am 9. Februar 1975 für Jean Mandel in den Bayerischen Senat auf und gehörte dort bis zu seinem Ausscheiden dem Ausschuss für Sozial-, Gesundheits- und Familienpolitik sowie dem Wirtschaftsausschuss an. Ein zweites Mal wurde er am 7. März 1996 als Nachfolger von Julius Spokojny Senator.
Daneben gehörte er von 1981 bis 1986 dem Vorstand der Deutschen Krankenhausgesellschaft an. Ab 1990 war er Mitglied des Rundfunkrates des Bayerischen Rundfunks.
Für seine gesellschaftlichen Verdienste wurde Snopkowski 1976 mit dem Bayerischen Verdienstorden und 1985 mit der Bayerischen Staatsmedaille für soziale Verdienste ausgezeichnet. 1995 erhielt er das Große Verdienstkreuz mit Stern.

## Simon-Snopkowski-Preis
Seit dem 9. Oktober 2006 wird der Simon-Snopkowski-Preis jedes zweite Jahr für Forschungsarbeiten zur jüdischen Geschichte und Kultur in Bayern und zum Holocaust vergeben.

### Preisträger 2006
- erster Preis: Ostendorfer-Gymnasium Neumarkt in der Oberpfalz für die Durchführung des Gesamtprojekts Ilse – ein jüdisches Mädchen aus Neumarkt (Geschichte der Neumarkter Juden vor 1933 anhand des Einzelschicksals einer ehemaligen jüdischen Schülerin des Gymnasiums).[1]
- zweiter Preis: Markgraf-Georg-Friedrich-Gymnasium Kulmbach stellvertretend für die Projektgruppe Markgraf-Georg-Friedrich-Gymnasium, Berufsschule Kulmbach und Obere Schule für das Engagement beim Denkmalschutzprojekt Markgräfliches Burggut – Ehemalige Synagoge

### Preisträger 2008
- Gustav-Walle-Schule Würzburg für das Projekt „Würzburger Juden werden im November 1941 über Lissa nach Riga deportiert“.[3][4]
- Sophie-Scholl-Schule im Privaten Förderzentrum für atemwegskranke Kinder an der Klinik Santa Maria, Oberjoch/Bad Hindelang für ihr Schulprojekt Krieg und Frieden – Nazideutschland
- Sonderpreis für eine herausragende Leistung: Ilse Macek und ihre 21-köpfige, meist aus Laien bestehende Autorengruppe für die Dokumentation ausgegrenzt – entrechtet – deportiert. Schwabing und Schwabinger Schicksale 1933 bis 1945

### Preisträger 2010
- Maria-Ward-Realschule Bamberg für das Projekt Aufarbeitung und Veröffentlichung des Tagebuchs der Erika Löbl
- Grundschule St. Martin in Mallersdorf-Pfaffenberg für das Projekt Warum gibt es in Steinrain einen jüdischen Friedhof
- Ehrenpreis: Michael Verhoeven „in Würdigung seiner unverwechselbaren, künstlerischen Erinnerungsarbeit gegen das Verdrängen und Vergessen von NS-Diktatur und Holocaust“

### Preisträger 2012
- erster Preis: Realschule am Judenstein in Regensburg für das Projekt Alles koscher? Jüdisches Leben in Regensburg
- zweiter Preis:
  - Gymnasium Marktbreit für das Projekt Wiederbelebung einer ehemaligen Synagoge -eine kulturelle Bereicherung für Obernbreit
  - Gymnasium Neutraubling für die Arbeit Wenn der Krieg um 11 Uhr aus ist, seid ihr um 10 Uhr alle tot – Sterben und Überleben im KZ-Außenlager Obertraubling
- Sonderpreis: Fabian und Oliver Mehling aus Höchberg bei Würzburg für ihre Internetdokumentation Bankrott der Ordnung in Würzburg – der Habima-Skandal 1939 anhand weltweiter Internet-Recherchen und Korrespondenzen über einen antisemitischen Eklat von 1930 anlässlich eines Auftritts des Moskauer Jüdischen Theaters Habima in Würzburg
- Ehrenpreis: Hans-Jochen Vogel und Bernhard Vogel für ihre Verdienste um die deutsch-jüdische Verständigung und ihr Eintreten gegen Rechtsextremismus und für Demokratie.[5]

### Preisträger 2014
- erster Preis: Werdenfels-Gymnasium Garmisch-Partenkirchen für seinen Audio-Guide Garmisch-Partenkirchen im Nationalsozialismus
- zweiter Preis:
  - Mittelschulen Langenzenn und Veitsbronn für ihre Forschungsarbeit und Ausstellung zu den Kindertransporten nach England 1938/39
  - Rhön-Gymnasium Bad Neustadt für die Dokumentation des jüdischen Friedhofs in Bad Neustadt und ihre Zusammenarbeit und den Schüleraustausch mit der Schule Mikve Israel bei Tel Aviv
- Ehrenpreis: Barbara Stamm „in Würdigung ihres herausragenden Einsatzes für die Erinnerung, gerade der jungen Generation, an jüdische Geschichte und für besondere Verdienst um bewusste, gelebte Demokratie und politische Kultur in Bayern“

### Preisträger 2016
- erster Preis: Dietrich-Bonhoeffer-Realschule Neustadt an der Aisch für ihren dokumentarischen Film Stolpersteine über das Schicksal ehemaliger jüdischer Schüler, die 1934 von der Schule verwiesen wurden
- zweiter Preis:
  - Dossenberger-Gymnasium (Günzburg) für das Projekt Lernzirkel Judentum
  - Willi-Ulfig-Mittelschule Regensburg für ihr Unterrichtsprojekt Was Juden heilig ist – Lernen an religiösen Artefakten
- Ehrenpreis: Bayerischer Rundfunk „für seine herausragenden Verdienste auf dem Gebiet der Förderung des Verständnisses für das Judentum im Allgemeinen, der Vermittlung politischen Zeitgeschehens und für seinen nachhaltigen Beitrag zur Erinnerungskultur“

### Preisträger 2018
- Regiomontanus-Gymnasium Haßfurt für das internationale Projekt zur jüdischen Geschichte Europas Local traces of Jewish life in Europe
- Friedrich-Rückert-Gymnasium Ebern für die Wanderausstellung Vergissmeinnicht – Das Schicksal von jüdischen Kindern aus den ehemaligen Landkreisen Haßfurt, Hofheim und Ebern in der Zeit des Nationalsozialismus
- Gabrieli-Gymnasium Eichstätt für die Ausstellung Hoffnung – Das Erbe von Emilie und Oskar Schindler
- Sonderpreis: Gymnasium Höchstadt a. d. Aisch für sieben W-Seminararbeiten zu Antisemitismus in Geschichte und Gegenwart
- Ehrenpreis: Joachim Gauck „für seine herausragenden Verdienste um die konsequente Auseinandersetzung mit der nationalsozialistischen Gewaltherrschaft und für seinen Einsatz für die stetige Erinnerung an deren Opfer“

## Werke
- Zuversicht trotz allem. Erinnerungen eines Überlebenden in Deutschland. München 2000